# Thripophaga cherriei
A Thripophaga cherriei a madarak (Aves) osztályának verébalakúak (Passeriformes) rendjébe és a fazekasmadár-félék (Furnariidae) családjába tartozó faj.

## Rendszerezése
A fajt Hans von Berlepsch és Ernst Hartert írták le 1902-ben.

## Előfordulása
Venezuela területén, az Orinoco folyónál honos. 1899-óta csak pár példányt észleltek venezuelai területen.
Természetes élőhelyei a szubtrópusi és trópusi síkvidéki esőerdők és mocsári erdők. Állandó nem vonuló faj.

## Megjelenése
Testhossza 15,5–17,5 centiméter. Tollazata vörösesbarna, a szárnyai és a farka sötétebb. Csőre alatt narancssárga folt van.

## Természetvédelmi helyzete
Az elterjedési területe nagyon kicsi és csökkenő, ráadásul egyedszáma is csökken. A Természetvédelmi Világszövetség Vörös listáján sebezhető fajként szerepel.